# Elgonidium leleupi
Elgonidium leleupi – gatunek chrząszcza z rodziny nakwiatkowatych i podrodziny Tomoderinae.
Gatunek ten został opisany w 1954 roku przez Pierre'a Basilewsky'ego.
Chrząszcz ten ma ciało długości około 3 mm i czułki z trzonkami dwukrotnie dłuższymi niż szerokimi. Na głowie ma parę oczu złożonych z 3 lub 4 fasetek. Przedplecze jest u niego podzielone jest na przedni i tylny płat przewężeniem o brzegach nieząbkowanych. Płat tylny jest wyraźnie węższy niż przedni. Punktowanie wierzchu przedplecza jest drobne, ale wyraźne, zwłaszcza na tylnym płacie.
Owad afrotropikalny, znany z Kenii i Ugandy, z rejonu Mount Elgon. Spotykany na wysokości 1650–2600 m n.p.m..